# Bristol Crusaders
I Bristol Crusaders sono stati una franchigia di pallacanestro della WBA, con sede a Bristol, in Tennessee, attivi nel 2004.
Vennero iscritti all'ultimo momento al campionato WBA del 2004 per sostituire i Chattanooga Majic falliti prima ancora di cominciare la stagione. Allenati da Ricky Benitez, vennero sospesi dalla lega dopo poco più di un mese di regular seasion a causa di problemi finanziari mentre avevano un record di 5-7. Vennero dichiarati falliti e classificati alla fine della stagione con un record di 5-13.

## Stagioni
| Stagione | Lega | Denominazione     | V | P  | %    | Piazzamento | Play-off |
| -------- | ---- | ----------------- | - | -- | ---- | ----------- | -------- |
| 2004     | WBA  | Bristol Crusaders | 5 | 13 | 27,8 | 6º          | -        |